# Hans Landauer
Hans Landauer (Oberwaltersdorf, Baja Austria, 19 de abril de 1921 - ibídem, 19 de julio de 2014) fue un combatiente austriacode las Brigadas internacionales, superviviente del Campo de concentración de Dachau e historiador de la guerra civil española.

## Biografía

### Infancia
Landauer provenía de una familia muy implicada en el movimiento socialdemócrata. Su abuelo fue alcalde de Oberwaltersdorf hasta la prohibición en 1934 del Partido Socialdemócrata. El propio Landauer era, todavía niño, miembro de los Halcones Rojos, la organización juvenil socialdemócrata fundada en 1925. En la clandestinidad asumió, con trece años, funciones de enlace para su abuelo, distribuyendo los periódicos Arbeiter-Zeitung y Die Rote Fahne, los órganos de la oposición socialdemócrata y comunista confeccionados en Brno e introducidos en Austria. Landauer se refirió a esta tarea como su "bautismo de fuego en la lucha antifascista".

### Guerra civil española
Cuando estalla en 1936 la guerra civil española decide apoyar al Frente Popular español. El 19 de junio de 1937 sale de casa para ir a luchar, con 16 años, en las filas de las Brigadas Internacionales en España. Viajó en tren hasta Francia, donde su contacto quiso enviarle de vuelta debido a su juventud, aunque Landauer afirmaba tener ya 18 años. Solo una vez que Landauer dio a entender que con seguridad iba a ser arrestado en Austria, le explicaron algo sobre la organización de la expedición y se le permitió continuar el viaje a España. Allí luchó en la Compañía de ametralladoras del batallón austriaco "12 de febrero de 1934" en la XI Brigada Internacional y en el Batallón Especial de la 35.ª División. El 4 de septiembre de 1937 resultó herido cerca de Mediana de Aragón y a partir del 6 de octubre de 1937 estuvo convaleciente a causa del tifus en los hospitales de Tarragona, Reus y Valls. Tras la salida de las Brigadas Internacionales (24 de septiembre de 1938) permaneció en San Quirico de Besora (provincia de Barcelona, durante la Guerra Civil llamado Bisaura de Ter), donde se ofreció para la llamada segunda entrada en combate, para dificultar (con otros voluntarios alemanes y austriacos) el avance de las tropas de Franco. El 9 de febrero de 1939 pasó la frontera con Francia.

### Campo de concentración de Dachau
En Francia Landauer fue internado, junto con refugiados españoles, miembros del Ejército popular de la República española y otros voluntarios de las Brigadas Internacionales, en los campos de Saint-Cyprien, Gurs y Argelès-sur-Mer. En noviembre de 1940 fue detenido en París, siendo transferido a la prisión vienesa de Roßauerlände, donde quedó "a disposición de la Gestapo". El 6 de junio de 1941 se le envió al Campo de concentración de Dachau, un destino que compartieron 384 austriacos que habían combatido en la guerra civil española. Gracias a la solidaridad de sus compañeros se le destinó al Kommando externo Porzellanmanufaktur Allach, en el cual las condiciones de vida y de trabajo eran comparativamente favorables. Allí pudo ocuparse de tareas especiales, como la atención a los republicanos españoles, en su mayor parte venidos del Campo de concentración de Mauthausen. Después de la liberación el 29 de abril de 1945 volvió a Austria.

### Posguerra
Tras su regreso Landauer trabajó de policía en la Dirección de Seguridad de la Baja Austria y posteriormente en la Policía Criminal de Viena (18.ª sección del Ministerio del Interior) y más adelante como miembro del contingente policial de la ONU en Chipre y como oficial de seguridad en la embajada austriaca en Beirut. Desde 1983 fue colaborador del Archivo documental de la Resistencia Austriaca, en el que desarrolló una tarea detectivesca para constituir un extenso fondo documental sobre los 1400 austriacos que lucharon del lado de la República española. A partir de 1991 fue presidente de la asociación "Vereinigung österreichischer Freiwilliger in der Spanischen Republik 1936-1939 und der Freunde des demokratischen Spanien" (Unión de los voluntarios austriacos de la República Española 1936-1939 y de los amigos de la España democrática).
Landauer vivió en Viena y en Oberwaltersdorf. Estuvo casado y tuvo cuatro hijos, ocho nietos y tres bisnietos. 
Murió el 19 de julio de 2014 en Oberwaltersdorf, Baja Austria.

## Películas
- Der Spanienkämpfer. Hans Landauer - Gegen Faschismus und Vergessen. Director: Wolfgang Rest. Austria 2006[2]

- Letzte Hoffnung Spanien. Protokolle einer Odyssee. Directores: Karin Helml und Hermann Peseckas. Austria 2006

- "Wir kämpften für Spanien" - von Ottakring zum Ebro. Director: Tom Matzek. Austria 1998